# Abdulaziz Al-Salimi
Abdulaziz Al-Salimi (19 settembre 1991) è un calciatore kuwaitiano, centrocampista dell'Al-Arabi.

## Carriera

### Nazionale
Tra il 2011 ed il 2014 ha totalizzato complessivamente 7 presenze ed un gol con la nazionale kuwaitiana.